# Sepp Maier
Josef Dieter Maier meglio noto come Sepp Maier (Metten, 28 febbraio 1944) è un ex calciatore e allenatore di calcio tedesco, di ruolo portiere.
Maier ha giocato per la sua intera carriera professionistica con la maglia del Bayern Monaco, vincendo un gran numero di trofei. Ha disputato 473 partite in Bundesliga, di cui 422 consecutive, record tuttora imbattuto; con i bavaresi è anche il secondo giocatore con più presenze, 709. Ha difeso inoltre in 95 incontri la porta della nazionale.
Di carattere estroverso, è famoso in questo senso per un curioso episodio: il 15 maggio 1976, durante una sfida contro il Bochum, Maier "dà la caccia" ad un'anatra in qualche modo finita in campo, disinteressandosi completamente dello svolgimento del gioco. Nel 1973 ha sviluppato, insieme alla Reusch, il primo paio dei moderni guanti da portiere.
Nel 2004 è stato inserito da Pelé nella FIFA 100, speciale lista che elenca i migliori calciatori della storia al momento della stesura.

## Caratteristiche tecniche
La sua caratteristica migliore era l'agilità, non a caso è conosciuto come Die Katze von Anzing (il gatto di Anzing), inoltre era bravo a sventare sul nascere un'azione pericolosa.

## Carriera

### Giocatore

#### Club
Inizia a giocare come ala destra nel TSV Haar, ma viene presto spostato in porta. Entrato nelle giovanili del Bayern Monaco esordisce in prima squadra nella stagione 1962-1963, quando il club è in Oberliga Süd. Con l'imminente riorganizzazione del calcio tedesco-occidentale il Bayern viene inserito nella Regionalliga Süd, una delle seconde divisioni, dove Maier comincia ad essere titolare. La squadra viene promossa in Bundesliga, campionato in cui esordisce nella stagione 1965-1966 e in cui disputa 473 partite, di cui 422 consecutive, record tuttora imbattuto; disputa inoltre 83 incontri nelle competizioni europee.
Con il Bayern ha vinto quattro DFB-Pokal, quattro titoli tedeschi, una Coppa delle Coppe, tre Coppe dei campioni ed una Coppa Intercontinentale, mentre a livello personale viene nominato per tre volte calciatore dell'anno, nel 1975, nel 1977 e nel 1978. La sua carriera termina a causa di un incidente in automobile, occorsogli il 14 luglio 1979.

#### Nazionale
Maier, che ha vinto l'Europeo del 1972 ed è arrivato in finale in quello successivo, quando la Germania Ovest è stata battuta dalla Cecoslovacchia ai calci di rigore, ha disputato la prima partita in Nazionale il 4 maggio 1966 contro l'Irlanda, l'ultima il 26 maggio 1979 contro l'Islanda, arrivando a 95 presenze in totale.
Ha partecipato a quattro Campionati del mondo consecutivi: nel 1966 il titolare è stato Hans Tilkowski, e Maier non ha disputato nessuna partita, pur laureandosi comunque vicecampione del Mondo. Negli altri tre è stato invece titolare: nel 1970 ha giocato cinque delle sei partite (saltando solo la finale per il terzo posto, giocata da Horst Wolter), venendo schierato anche nella partita del secolo, Italia-Germania 4-3.
Nel 1974 è stato uno degli artefici della vittoria in finale contro i Paesi Bassi (pur venendo battuto dopo due soli minuti da Johan Neeskens) e della vittoria del mondiale in generale. Nel 1978 è stato autore di buona prestazione, mantenendo la porta inviolata per 386 minuti (dalla prima partita fino al 26' della quinta), ma in quest'occasione la nazionale non è riuscita a superare il secondo turno.

### Dopo il ritiro
Poco dopo l'incidente, la rivista Il Guerin sportivo ha pubblicato un servizio secondo cui Maier, per un breve periodo, avrebbe intrapreso l'attività di clown per il circo Krone, anche per coprire con il trucco le cicatrici post-incidente; tuttavia questa notizia rimane tuttora priva di ulteriore documentazione.
Dopo un quasi completo recupero Maier comincia ad allenare i portieri, prima quelli della Germania, poi anche quelli del Bayern Monaco (tra cui Oliver Kahn). Nell'ottobre del 2004 viene però allontanato dalla nazionale dopo essersi schierato in favore di Kahn e contro Jens Lehmann riguardo al posto da titolare in nazionale.

## Statistiche

### Presenze e reti nei club
| Stagione        | Squadra         | Campionato      | Campionato | Campionato | Coppe nazionali | Coppe nazionali | Coppe nazionali | Coppe continentali | Coppe continentali | Coppe continentali | Altre coppe | Altre coppe | Altre coppe | Totale | Totale |
| Stagione        | Squadra         | Comp            | Pres       | Reti       | Comp            | Pres            | Reti            | Comp               | Pres               | Reti               | Comp        | Pres        | Reti        | Pres   | Reti   |
| --------------- | --------------- | --------------- | ---------- | ---------- | --------------- | --------------- | --------------- | ------------------ | ------------------ | ------------------ | ----------- | ----------- | ----------- | ------ | ------ |
| 1962-1963       | Bayern Monaco   | OL              | 4          | -5         | -               | -               | -               | CdF                | 1                  | -2                 | -           | -           | -           | 5      | -7     |
| 1963-1964       | Bayern Monaco   | RL              | 24+6       | -40 + -7   | -               | -               | -               | -                  | -                  | -                  | CR          | 7           | -14         | 37     | -61    |
| 1964-1965       | Bayern Monaco   | RL              | 36+6       | -32 + -3   | CGM             | 2               | -7              | -                  | -                  | -                  | -           | -           | -           | 44     | -42    |
| 1965-1966       | Bayern Monaco   | BL              | 31         | -36        | CG              | 6               | -4              | -                  | -                  | -                  | -           | -           | -           | 37     | -40    |
| 1966-1967       | Bayern Monaco   | BL              | 34         | -47        | CG              | 5               | -6              | CdC                | 9                  | -8                 | -           | -           | -           | 48     | -61    |
| 1967-1968       | Bayern Monaco   | BL              | 34         | -58        | CG              | 4               | -5              | CdC                | 8                  | -7                 | -           | -           | -           | 46     | -70    |
| 1968-1969       | Bayern Monaco   | BL              | 34         | -31        | CG              | 6               | -1              | -                  | -                  | -                  | -           | -           | -           | 40     | -32    |
| 1969-1970       | Bayern Monaco   | BL              | 34         | -37        | CG              | 3               | -2              | CC                 | 2                  | -3                 | -           | -           | -           | 39     | -42    |
| 1970-1971       | Bayern Monaco   | BL              | 34         | -36        | CG              | 7               | -4              | CdF                | 8                  | -10                | -           | -           | -           | 49     | -50    |
| 1971-1972       | Bayern Monaco   | BL              | 34         | -38        | CG              | 5               | -3              | CdC                | 8                  | -6                 | -           | -           | -           | 47     | -47    |
| 1972-1973       | Bayern Monaco   | BL              | 34         | -29        | CG+LG           | 5+3             | -9 + -6         | CC                 | 5                  | -6                 | -           | -           | -           | 47     | -50    |
| 1973-1974       | Bayern Monaco   | BL              | 34         | -53        | CG              | 4               | -7              | CC                 | 10                 | -15                | -           | -           | -           | 48     | -75    |
| 1974-1975       | Bayern Monaco   | BL              | 34         | -63        | CG              | 3               | -5              | CC                 | 7                  | -4                 | -           | -           | -           | 44     | -72    |
| 1975-1976       | Bayern Monaco   | BL              | 34         | -50        | CG              | 7               | -6              | CC                 | 9                  | -4                 | SU          | 2           | -3          | 52     | -63    |
| 1976-1977       | Bayern Monaco   | BL              | 34         | -65        | CG              | 4               | -6              | CC                 | 6                  | -5                 | SU+CInt     | 2+2         | -5 + 0      | 48     | -81    |
| 1977-1978       | Bayern Monaco   | BL              | 34         | -64        | CG              | 3               | -5              | CU                 | 6                  | -8                 | -           | -           | -           | 43     | -77    |
| 1978-1979       | Bayern Monaco   | BL              | 34         | -46        | CG              | 1               | -5              | -                  | -                  | -                  | -           | -           | -           | 35     | -51    |
| 1979-1980       | Bayern Monaco   | BL              | 0          | 0          | CG              | 0               | 0               | -                  | -                  | -                  | -           | -           | -           | 0      | 0      |
| Totale carriera | Totale carriera | Totale carriera | 537+12     | -730 + -10 |                 | 68              | -81             |                    | 79                 | -78                |             | 13          | -22         | 709    | -921   |

### Cronologia presenze e reti in nazionale
| Cronologia completa delle presenze e delle reti in nazionale ― Germania Ovest | Cronologia completa delle presenze e delle reti in nazionale ― Germania Ovest | Cronologia completa delle presenze e delle reti in nazionale ― Germania Ovest | Cronologia completa delle presenze e delle reti in nazionale ― Germania Ovest | Cronologia completa delle presenze e delle reti in nazionale ― Germania Ovest | Cronologia completa delle presenze e delle reti in nazionale ― Germania Ovest | Cronologia completa delle presenze e delle reti in nazionale ― Germania Ovest | Cronologia completa delle presenze e delle reti in nazionale ― Germania Ovest |
| Data                                                                          | Città                                                                         | In casa                                                                       | Risultato                                                                     | Ospiti                                                                        | Competizione                                                                  | Reti                                                                          | Note                                                                          |
| ----------------------------------------------------------------------------- | ----------------------------------------------------------------------------- | ----------------------------------------------------------------------------- | ----------------------------------------------------------------------------- | ----------------------------------------------------------------------------- | ----------------------------------------------------------------------------- | ----------------------------------------------------------------------------- | ----------------------------------------------------------------------------- |
| 4-5-1966                                                                      | Dublino                                                                       | Irlanda                                                                       | 0 – 4                                                                         | Germania Ovest                                                                | Amichevole                                                                    | -                                                                             |                                                                               |
| 12-10-1966                                                                    | Ankara                                                                        | Turchia                                                                       | 0 – 2                                                                         | Germania Ovest                                                                | Amichevole                                                                    | -                                                                             |                                                                               |
| 19-11-1966                                                                    | Colonia                                                                       | Germania Ovest                                                                | 3 – 0                                                                         | Norvegia                                                                      | Amichevole                                                                    | -                                                                             |                                                                               |
| 22-3-1967                                                                     | Hannover                                                                      | Germania Ovest                                                                | 1 – 0                                                                         | Bulgaria                                                                      | Amichevole                                                                    | -                                                                             |                                                                               |
| 3-5-1967                                                                      | Belgrado                                                                      | Jugoslavia                                                                    | 1 – 0                                                                         | Germania Ovest                                                                | Qual. Euro 1968                                                               | -1                                                                            |                                                                               |
| 27-9-1967                                                                     | Gelsenkirchen                                                                 | Germania Ovest                                                                | 5 – 1                                                                         | Francia                                                                       | Amichevole                                                                    | -1                                                                            |                                                                               |
| 7-10-1967                                                                     | Amburgo                                                                       | Germania Ovest                                                                | 3 – 1                                                                         | Jugoslavia                                                                    | Qual. Euro 1968                                                               | -1                                                                            |                                                                               |
| 6-3-1968                                                                      | Bruxelles                                                                     | Belgio                                                                        | 1 – 3                                                                         | Germania Ovest                                                                | Amichevole                                                                    | -1                                                                            |                                                                               |
| 25-9-1968                                                                     | Marsiglia                                                                     | Francia                                                                       | 1 – 1                                                                         | Germania Ovest                                                                | Amichevole                                                                    | -1                                                                            |                                                                               |
| 13-10-1968                                                                    | Vienna                                                                        | Austria                                                                       | 0 – 2                                                                         | Germania Ovest                                                                | Qual. Mondiali 1970                                                           | -                                                                             |                                                                               |
| 14-12-1968                                                                    | Rio de Janeiro                                                                | Brasile                                                                       | 2 – 2                                                                         | Germania Ovest                                                                | Amichevole                                                                    | -2                                                                            |                                                                               |
| 22-12-1968                                                                    | Città del Messico                                                             | Messico                                                                       | 0 – 0                                                                         | Germania Ovest                                                                | Amichevole                                                                    | -                                                                             |                                                                               |
| 26-3-1969                                                                     | Francoforte sul Meno                                                          | Germania Ovest                                                                | 1 – 1                                                                         | Galles                                                                        | Amichevole                                                                    | -1                                                                            |                                                                               |
| 16-4-1969                                                                     | Glasgow                                                                       | Scozia                                                                        | 1 – 1                                                                         | Germania Ovest                                                                | Qual. Mondiali 1970                                                           | -1                                                                            |                                                                               |
| 10-5-1969                                                                     | Norimberga                                                                    | Germania Ovest                                                                | 1 – 0                                                                         | Austria                                                                       | Qual. Mondiali 1970                                                           | -                                                                             |                                                                               |
| 21-5-1969                                                                     | Essen                                                                         | Germania Ovest                                                                | 12 – 0                                                                        | Cipro                                                                         | Qual. Mondiali 1970                                                           | -                                                                             |                                                                               |
| 24-9-1969                                                                     | Sofia                                                                         | Bulgaria                                                                      | 0 – 1                                                                         | Germania Ovest                                                                | Amichevole                                                                    | -                                                                             |                                                                               |
| 22-10-1969                                                                    | Amburgo                                                                       | Germania Ovest                                                                | 3 – 2                                                                         | Scozia                                                                        | Qual. Mondiali 1970                                                           | -2                                                                            |                                                                               |
| 8-4-1970                                                                      | Stoccarda                                                                     | Germania Ovest                                                                | 1 – 1                                                                         | Romania                                                                       | Amichevole                                                                    | -1                                                                            |                                                                               |
| 3-6-1970                                                                      | León                                                                          | Germania Ovest                                                                | 2 – 1                                                                         | Marocco                                                                       | Mondiali 1970 - 1º turno                                                      | -1                                                                            |                                                                               |
| 7-6-1970                                                                      | León                                                                          | Germania Ovest                                                                | 5 – 2                                                                         | Bulgaria                                                                      | Mondiali 1970 - 1º turno                                                      | -2                                                                            |                                                                               |
| 10-6-1970                                                                     | León                                                                          | Germania Ovest                                                                | 3 – 1                                                                         | Perù                                                                          | Mondiali 1970 - 1º turno                                                      | -1                                                                            |                                                                               |
| 14-6-1970                                                                     | León                                                                          | Germania Ovest                                                                | 3 – 2 dts                                                                     | Inghilterra                                                                   | Mondiali 1970 - Quarti di finale                                              | -2                                                                            |                                                                               |
| 17-6-1970                                                                     | Città del Messico                                                             | Italia                                                                        | 4 – 3 dts                                                                     | Germania Ovest                                                                | Mondiali 1970 - Semifinale                                                    | -4                                                                            |                                                                               |
| 9-9-1970                                                                      | Leverkusen                                                                    | Germania Ovest                                                                | 3 – 1                                                                         | Bulgaria                                                                      | Amichevole                                                                    | -1                                                                            |                                                                               |
| 17-10-1970                                                                    | Colonia                                                                       | Germania Ovest                                                                | 1 – 1                                                                         | Turchia                                                                       | Qual. Euro 1972                                                               | -1                                                                            |                                                                               |
| 18-11-1970                                                                    | Zagabria                                                                      | Jugoslavia                                                                    | 2 – 0                                                                         | Germania Ovest                                                                | Amichevole                                                                    | -2                                                                            |                                                                               |
| 17-2-1971                                                                     | Tirana                                                                        | Albania                                                                       | 0 – 1                                                                         | Germania Ovest                                                                | Qual. Euro 1972                                                               | -                                                                             |                                                                               |
| 25-4-1971                                                                     | Istanbul                                                                      | Turchia                                                                       | 0 – 3                                                                         | Germania Ovest                                                                | Qual. Euro 1972                                                               | -                                                                             |                                                                               |
| 12-6-1971                                                                     | Karlsruhe                                                                     | Germania Ovest                                                                | 2 – 0                                                                         | Albania                                                                       | Qual. Euro 1972                                                               | -                                                                             |                                                                               |
| 27-6-1971                                                                     | Göteborg                                                                      | Svezia                                                                        | 1 – 0                                                                         | Germania Ovest                                                                | Amichevole                                                                    | -1                                                                            |                                                                               |
| 30-6-1971                                                                     | Copenaghen                                                                    | Danimarca                                                                     | 1 – 3                                                                         | Germania Ovest                                                                | Amichevole                                                                    | -1                                                                            |                                                                               |
| 8-9-1971                                                                      | Hannover                                                                      | Germania Ovest                                                                | 5 – 0                                                                         | Messico                                                                       | Amichevole                                                                    | -                                                                             |                                                                               |
| 10-10-1971                                                                    | Cracovia                                                                      | Polonia                                                                       | 1 – 3                                                                         | Germania Ovest                                                                | Qual. Euro 1972                                                               | -1                                                                            |                                                                               |
| 17-11-1971                                                                    | Wolfsburg                                                                     | Germania Ovest                                                                | 0 – 0                                                                         | Polonia                                                                       | Qual. Euro 1972                                                               | -                                                                             |                                                                               |
| 29-3-1972                                                                     | Bratislava                                                                    | Cecoslovacchia                                                                | 0 – 2                                                                         | Germania Ovest                                                                | Amichevole                                                                    | -                                                                             |                                                                               |
| 29-4-1972                                                                     | Londra                                                                        | Inghilterra                                                                   | 1 – 3                                                                         | Germania Ovest                                                                | Qual. Euro 1972                                                               | -1                                                                            |                                                                               |
| 13-5-1972                                                                     | Berlino                                                                       | Germania Ovest                                                                | 0 – 0                                                                         | Inghilterra                                                                   | Qual. Euro 1972                                                               | -                                                                             |                                                                               |
| 26-5-1972                                                                     | Monaco di Baviera                                                             | Germania Ovest                                                                | 4 – 1                                                                         | Cecoslovacchia                                                                | Amichevole                                                                    | -1                                                                            |                                                                               |
| 14-6-1972                                                                     | Anversa                                                                       | Belgio                                                                        | 1 – 2                                                                         | Germania Ovest                                                                | Euro 1972 - 1º turno                                                          | -1                                                                            |                                                                               |
| 18-6-1972                                                                     | Bruxelles                                                                     | Germania Ovest                                                                | 3 – 0                                                                         | Unione Sovietica                                                              | Euro 1972 - 1º turno                                                          | -                                                                             |                                                                               |
| 15-11-1972                                                                    | Düsseldorf                                                                    | Germania Ovest                                                                | 5 – 1                                                                         | Svizzera                                                                      | Amichevole                                                                    | -1                                                                            |                                                                               |
| 14-2-1973                                                                     | Colonia                                                                       | Germania Ovest                                                                | 2 – 3                                                                         | Argentina                                                                     | Amichevole                                                                    | -3                                                                            |                                                                               |
| 9-5-1973                                                                      | Stoccarda                                                                     | Germania Ovest                                                                | 0 – 1                                                                         | Jugoslavia                                                                    | Amichevole                                                                    | -1                                                                            |                                                                               |
| 16-6-1973                                                                     | Kaiserslautern                                                                | Germania Ovest                                                                | 0 – 1                                                                         | Brasile                                                                       | Amichevole                                                                    | -1                                                                            |                                                                               |
| 14-11-1973                                                                    | Glasgow                                                                       | Scozia                                                                        | 1 – 1                                                                         | Germania Ovest                                                                | Amichevole                                                                    | -1                                                                            |                                                                               |
| 24-11-1973                                                                    | Mannheim                                                                      | Germania Ovest                                                                | 2 – 1                                                                         | Spagna                                                                        | Amichevole                                                                    | -1                                                                            |                                                                               |
| 26-2-1974                                                                     | Roma                                                                          | Italia                                                                        | 0 – 0                                                                         | Germania Ovest                                                                | Amichevole                                                                    | -                                                                             |                                                                               |
| 27-3-1974                                                                     | Dresda                                                                        | Germania Ovest                                                                | 2 – 1                                                                         | Giappone                                                                      | Amichevole                                                                    | -1                                                                            |                                                                               |
| 1-5-1974                                                                      | Mönchengladbach                                                               | Germania Ovest                                                                | 2 – 0                                                                         | Svezia                                                                        | Amichevole                                                                    | -                                                                             |                                                                               |
| 14-6-1974                                                                     | Berlino                                                                       | Germania Ovest                                                                | 1 – 0                                                                         | Cile                                                                          | Mondiali 1974 - 1º turno                                                      | -                                                                             |                                                                               |
| 18-6-1974                                                                     | Amburgo                                                                       | Australia                                                                     | 0 – 3                                                                         | Germania Ovest                                                                | Mondiali 1974 - 1º turno                                                      | -                                                                             |                                                                               |
| 22-6-1974                                                                     | Amburgo                                                                       | Germania Est                                                                  | 1 – 0                                                                         | Germania Ovest                                                                | Mondiali 1974 - 1º turno                                                      | -1                                                                            |                                                                               |
| 26-6-1974                                                                     | Düsseldorf                                                                    | Jugoslavia                                                                    | 0 – 2                                                                         | Germania Ovest                                                                | Mondiali 1974 - 2º turno                                                      | -                                                                             |                                                                               |
| 30-6-1974                                                                     | Düsseldorf                                                                    | Germania Ovest                                                                | 4 – 2                                                                         | Svezia                                                                        | Mondiali 1974 - 2º turno                                                      | -2                                                                            |                                                                               |
| 3-7-1974                                                                      | Francoforte                                                                   | Polonia                                                                       | 0 – 1                                                                         | Germania Ovest                                                                | Mondiali 1974 - 2º turno                                                      | -                                                                             |                                                                               |
| 7-7-1974                                                                      | Monaco di Baviera                                                             | Paesi Bassi                                                                   | 1 – 2                                                                         | Germania Ovest                                                                | Mondiali 1974 - Finale                                                        | -1                                                                            |                                                                               |
| 4-9-1974                                                                      | Basilea                                                                       | Svizzera                                                                      | 1 – 2                                                                         | Germania Ovest                                                                | Amichevole                                                                    | -1                                                                            |                                                                               |
| 20-11-1974                                                                    | Il Pireo                                                                      | Grecia                                                                        | 2 – 2                                                                         | Germania Ovest                                                                | Qual. Euro 1976                                                               | -2                                                                            |                                                                               |
| 12-3-1975                                                                     | Londra                                                                        | Inghilterra                                                                   | 2 – 0                                                                         | Germania Ovest                                                                | Amichevole                                                                    | -2                                                                            |                                                                               |
| 27-4-1975                                                                     | Sofia                                                                         | Bulgaria                                                                      | 1 – 1                                                                         | Germania Ovest                                                                | Qual. Euro 1976                                                               | -1                                                                            |                                                                               |
| 17-5-1975                                                                     | Francoforte sul Meno                                                          | Germania Ovest                                                                | 1 – 1                                                                         | Paesi Bassi                                                                   | Amichevole                                                                    | -1                                                                            |                                                                               |
| 3-9-1975                                                                      | Vienna                                                                        | Austria                                                                       | 0 – 2                                                                         | Germania Ovest                                                                | Amichevole                                                                    | -                                                                             |                                                                               |
| 11-10-1975                                                                    | Düsseldorf                                                                    | Germania Ovest                                                                | 1 – 1                                                                         | Grecia                                                                        | Qual. Euro 1976                                                               | -1                                                                            |                                                                               |
| 19-11-1975                                                                    | Stoccarda                                                                     | Germania Ovest                                                                | 1 – 0                                                                         | Bulgaria                                                                      | Qual. Euro 1976                                                               | -                                                                             |                                                                               |
| 28-2-1976                                                                     | Hannover                                                                      | Germania Ovest                                                                | 8 – 0                                                                         | Malta                                                                         | Qual. Euro 1976                                                               | -                                                                             |                                                                               |
| 24-4-1976                                                                     | Madrid                                                                        | Spagna                                                                        | 1 – 1                                                                         | Germania Ovest                                                                | Qual. Euro 1976                                                               | -1                                                                            |                                                                               |
| 22-5-1976                                                                     | Gelsenkirchen                                                                 | Germania Ovest                                                                | 2 – 0                                                                         | Spagna                                                                        | Qual. Euro 1976                                                               | -                                                                             |                                                                               |
| 17-6-1976                                                                     | Belgrado                                                                      | Jugoslavia                                                                    | 2 – 4                                                                         | Germania Ovest                                                                | Euro 1976 - 1º turno                                                          | -2                                                                            |                                                                               |
| 20-6-1976                                                                     | Belgrado                                                                      | Germania Ovest                                                                | 2 – 2                                                                         | Cecoslovacchia                                                                | Euro 1976 - 1º turno                                                          | -2                                                                            |                                                                               |
| 17-11-1976                                                                    | Amburgo                                                                       | Germania Ovest                                                                | 2 – 0                                                                         | Stati Uniti                                                                   | Amichevole                                                                    | -                                                                             |                                                                               |
| 23-2-1977                                                                     | Parigi                                                                        | Francia                                                                       | 1 – 0                                                                         | Germania Ovest                                                                | Amichevole                                                                    | -1                                                                            |                                                                               |
| 27-4-1977                                                                     | Colonia                                                                       | Germania Ovest                                                                | 5 – 0                                                                         | Irlanda del Nord                                                              | Amichevole                                                                    | -                                                                             |                                                                               |
| 30-4-1977                                                                     | Belgrado                                                                      | Jugoslavia                                                                    | 1 – 2                                                                         | Germania Ovest                                                                | Amichevole                                                                    | -1                                                                            |                                                                               |
| 12-6-1977                                                                     | Rio de Janeiro                                                                | Brasile                                                                       | 1 – 1                                                                         | Germania Ovest                                                                | Amichevole                                                                    | -1                                                                            |                                                                               |
| 14-6-1977                                                                     | Città del Messico                                                             | Messico                                                                       | 2 – 2                                                                         | Germania Ovest                                                                | Amichevole                                                                    | -2                                                                            |                                                                               |
| 7-9-1977                                                                      | Helsinki                                                                      | Finlandia                                                                     | 0 – 1                                                                         | Germania Ovest                                                                | Amichevole                                                                    | -                                                                             |                                                                               |
| 8-10-1977                                                                     | Berlino                                                                       | Germania Ovest                                                                | 2 – 1                                                                         | Italia                                                                        | Amichevole                                                                    | -1                                                                            |                                                                               |
| 14-12-1977                                                                    | Dortmund                                                                      | Germania Ovest                                                                | 1 – 1                                                                         | Galles                                                                        | Amichevole                                                                    | -1                                                                            |                                                                               |
| 22-2-1978                                                                     | Monaco di Baviera                                                             | Germania Ovest                                                                | 2 – 1                                                                         | Inghilterra                                                                   | Amichevole                                                                    | -1                                                                            |                                                                               |
| 8-3-1978                                                                      | Wolfsburg                                                                     | Germania Ovest                                                                | 1 – 0                                                                         | Unione Sovietica                                                              | Amichevole                                                                    | -                                                                             |                                                                               |
| 5-4-1978                                                                      | Dresda                                                                        | Germania Ovest                                                                | 0 – 1                                                                         | Argentina                                                                     | Amichevole                                                                    | -1                                                                            |                                                                               |
| 19-4-1978                                                                     | Stoccolma                                                                     | Svezia                                                                        | 3 – 1                                                                         | Germania Ovest                                                                | Amichevole                                                                    | -3                                                                            |                                                                               |
| 1-6-1978                                                                      | Buenos Aires                                                                  | Germania Ovest                                                                | 0 – 0                                                                         | Polonia                                                                       | Mondiali 1978 - 1º turno                                                      | -                                                                             |                                                                               |
| 6-6-1978                                                                      | Córdoba                                                                       | Germania Ovest                                                                | 6 – 0                                                                         | Messico                                                                       | Mondiali 1978 - 1º turno                                                      | -                                                                             |                                                                               |
| 10-6-1978                                                                     | Córdoba                                                                       | Germania Ovest                                                                | 0 – 0                                                                         | Tunisia                                                                       | Mondiali 1978 - 1º turno                                                      | -                                                                             |                                                                               |
| 14-6-1978                                                                     | Córdoba                                                                       | Italia                                                                        | 0 – 0                                                                         | Germania Ovest                                                                | Mondiali 1978 - 2º turno                                                      | -                                                                             |                                                                               |
| 18-6-1978                                                                     | Córdoba                                                                       | Germania Ovest                                                                | 2 – 2                                                                         | Paesi Bassi                                                                   | Mondiali 1978 - 2º turno                                                      | -2                                                                            |                                                                               |
| 21-6-1978                                                                     | Córdoba                                                                       | Austria                                                                       | 3 – 2                                                                         | Germania Ovest                                                                | Mondiali 1978 - 2º turno                                                      | -3                                                                            |                                                                               |
| 11-10-1978                                                                    | Praga                                                                         | Cecoslovacchia                                                                | 3 – 4                                                                         | Germania Ovest                                                                | Amichevole                                                                    | -3                                                                            | cap.                                                                          |
| 15-11-1978                                                                    | Budapest                                                                      | Ungheria                                                                      | 0 – 0                                                                         | Germania Ovest                                                                | Amichevole                                                                    | -                                                                             | cap.                                                                          |
| 25-2-1979                                                                     | Gżira                                                                         | Malta                                                                         | 0 – 0                                                                         | Germania Ovest                                                                | Qual. Euro 1980                                                               | -                                                                             | cap.                                                                          |
| 2-5-1979                                                                      | Wrexham                                                                       | Galles                                                                        | 0 – 2                                                                         | Germania Ovest                                                                | Qual. Euro 1980                                                               | -                                                                             | cap.                                                                          |
| 22-5-1979                                                                     | Dublino                                                                       | Irlanda                                                                       | 1 – 3                                                                         | Germania Ovest                                                                | Amichevole                                                                    | -1                                                                            | cap.                                                                          |
| 26-5-1979                                                                     | Reykjavík                                                                     | Islanda                                                                       | 1 – 3                                                                         | Germania Ovest                                                                | Amichevole                                                                    | -1                                                                            | cap.                                                                          |
| Totale                                                                        |                                                                               | Presenze                                                                      | 95                                                                            |                                                                               | Reti                                                                          | -80                                                                           |                                                                               |

## Palmarès

### Club

#### Competizioni nazionali
- Coppa di Germania: 4

Bayern Monaco: 1965-1966, 1966-1967, 1968-1969, 1970-1971
- Campionato tedesco: 4

Bayern Monaco: 1968-1969, 1971-1972, 1972-1973, 1973-1974

#### Competizioni internazionali
- Coppa delle Coppe: 1

Bayern Monaco: 1966-1967
- Coppa dei Campioni: 3

Bayern Monaco: 1973-1974, 1974-1975, 1975-1976
- Coppa Intercontinentale: 1

Bayern Monaco: 1976

### Nazionale
- Campionato d'Europa: 1

1972
- Campionato mondiale: 1

1974

### Individuale
- Calciatore tedesco occidentale dell'anno: 3

1975, 1977, 1978
- One Club Man Award: 2017
- Candidato al Dream Team del Pallone d'oro